# Deutsch-Amerikanische Freundschaft
Pour les articles homonymes, voir DAF.
Deutsch-Amerikanische Freundschaft, ou D.A.F., est un groupe de rock Allemagne de l'Ouest, originaire de Düsseldorf. Le groupe est cité par quelques critiques musicaux aux côtés de Kraftwerk et Can, parmi les groupes allemands les plus influents dans le domaine de la musique électronique,,.

## Biographie

### Débuts et inactivité (1978–2006)
Deutsch-Amerikanische Freundschaft, qui signifie « Amitié germano-américaine » en français, est formé en 1978 à Düsseldorf.
Cette collaboration entre un fils d'émigrés espagnols à tendance punk (Gabi Delgado-Lopez - chant) et un pianiste classique attiré par Bartók (Robert Görl - batterie, électronique) aboutit à une musique new wave aux rythmes soutenus auxquels s'ajoutent des textes en allemand mi-chantés mi-parlés. Une musique dansante sans être pop, minimale sans être vide, cynique et puissante. Le duo est un des plus novateurs du début des années 1980.
Le groupe perd un à un ses membres, la façon de Gabi de (se) jouer des symboles fascistes n'ayant pas plu aux autres. Pour autant, le son de D.A.F. gagne en puissance et en personnalité, une fois arrivé au stade du duo. En effet, alors que la boîte à rythme est la machine incontournable, à la mode dans les années 1980, le fait de conserver une vraie batterie apporte chaleur et puissance.
Les deux musiciens décident de se séparer après cinq ans d'existence et quatre albums, estimant leur mission accomplie. Chacun sort son album solo, puis se retrouvent en 1986 pour un nouvel album D.A.F. Robert Görl, par la suite, travaille à plusieurs reprises avec Annie Lennox d'Eurythmics. Et après quasiment 20 ans de silence, D.A.F. repart en 2003 pour un album.

### Renouveau (depuis 2007)

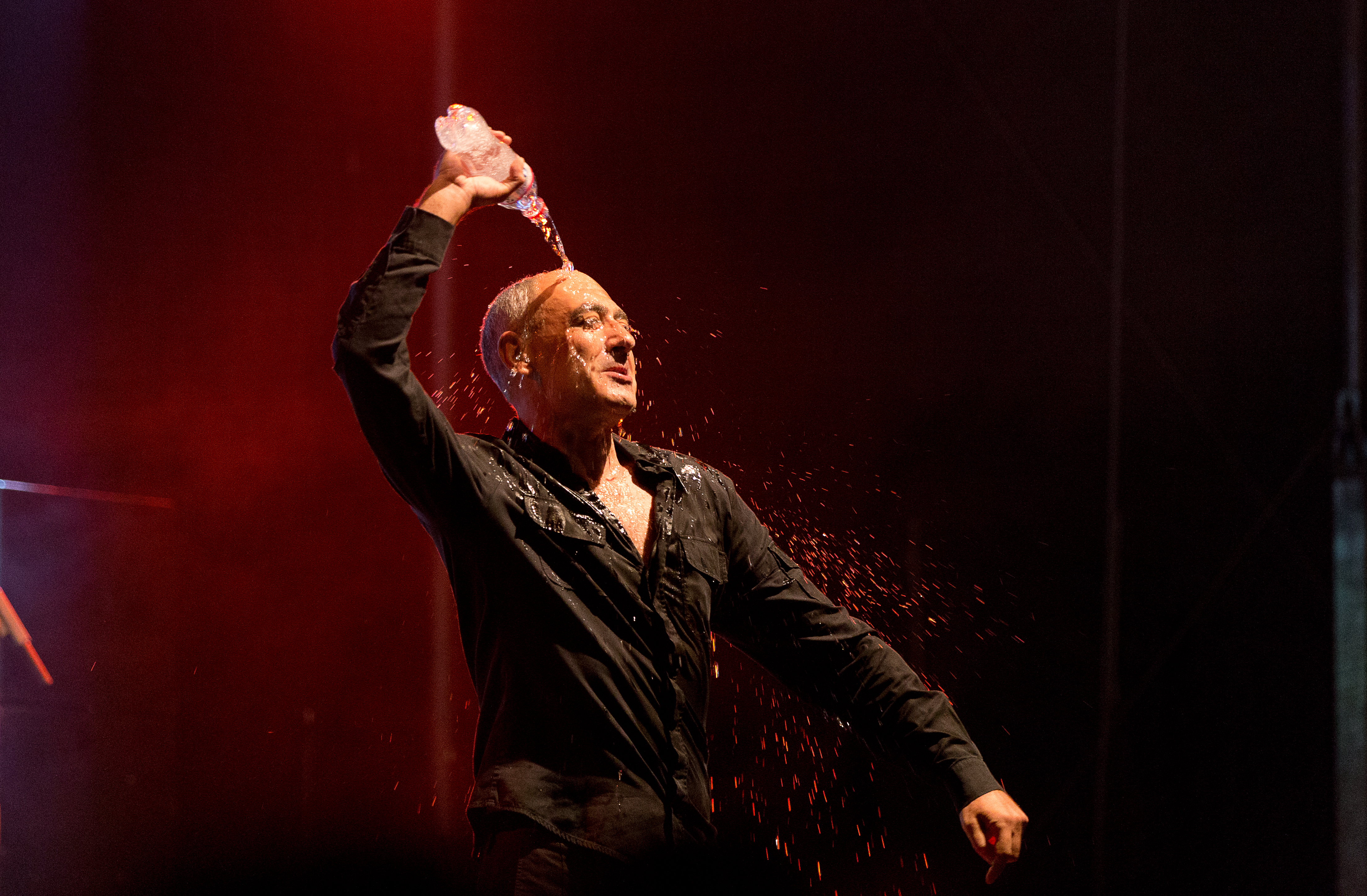
Gabi Delgado-López au Nocturnal Culture Night Festival en 2016.

L'année 2007 est marquée par un renouveau : Robert Görl embarque Thoralf Dietrich, chanteur du groupe de musique minimaliste Jäger 90. Il apparait avec lui au Jubiläumsfestival pour le cinquième anniversaire du promoteur du concert EBM Electric Tremor, au printemps 2007, à Dessau sous le nom de DAF.Partei. Thoralf Dietrich reprend le rôle de Gabi Delgado-López, et Robert Görl est traditionnellement à la batterie.
Le 13 août 2008, D.A.F. donne un concert au festival c/o Pop (Cologne On Pop) Festival à l'occasion de son 30e anniversaire. En outre, ils sont de retour en tournée depuis 2010, et jouent également dans divers festivals en 2011 et 2012.
Gabriel Delgado-Lopéz, dit Gabi Delgado, meurt le 22 mars 2020 d’une crise cardiaque.

## Membres

### Membres actuels
- Robert Görl - batterie, synthétiseur, autres instruments
- Gabi Delgado-Lopez - chant, stylophone († 22 mars 2020)

### Anciens membres
- Kurt Dahlke - synthétiseur
- Wolfgang Spelmans - guitare
- Michael Kemner - basse

## Discographie

### Albums studio
- 1979 : Ein produkt der Deutsch Amerikanischen Freundschaft
- 1980 : Die Kleinen und die Bösen (London)
- 1981 : Alles ist gut (London)
- 1981 : Gold und Liebe (London)
- 1982 : Für Immer (London)
- 1986 : 1st Step to Heaven
- 2003 : Fünfzehn neue D.A.F-Lieder (Mühltal)
- 2021 : Nur Noch Einer

### Singles
- Kebab-Träume, London 1980
- Ich und die Wirklichkeit, London 1980
- Der Räuber und der Prinz, Mute 1980
- Als wär's das letzte Mal / Der Mussolini
- Brothers, 1985.
- Voulez-Vous Coucher Avec Moi?, Single, 1986 (atteint le n° 47 des charts allemands)
- Party / 'Pure Joy, 1986
- The Gun, 1987.
- Der Sheriff, Single, Mühltal 2003.

### Compilations
- Live in Berlin 1980, LP (compilation artisanale d'enregistrements publics éditée en 1983).
- Best of D.A.F., LP/CD 1988. Compilation des trois albums de 1981-1982
- Hitz-Blitz (US-Compilation für die Jahre 1986–1987), LP/CD 1989. Compilation de projets divers de Gabi Delgado-Lopez parus sous le nom « DAF DOS ».